# Akaoudj
Akaoudj är en ort i Algeriet.   Den ligger i provinsen Tizi Ouzou, i den norra delen av landet, 90 km öster om huvudstaden Alger. Akaoudj ligger 185 meter över havet och antalet invånare är 8 058.
Terrängen runt Akaoudj är kuperad. Runt Akaoudj är det tätbefolkat, med 383 invånare per kvadratkilometer. Närmaste större samhälle är Tizi Ouzou, 4,0 km sydväst om Akaoudj. Trakten runt Akaoudj består till största delen av jordbruksmark.